# نیروی هوایی امارات متحده عربی
نیروی هوایی امارات متحده عربی (عربی: القوات الجوية والدفاع الجوي الاماراتي، آوانگاری: al-Quwwāt al-Jawiyah wa al-Defa' al-Jawiy al-ʾImārāty) نیروی هوایی و پدافند هوایی زیرمجموعه نیروهای مسلح امارات متحده عربی است، که فعالیت خود را از سال ۱۹۶۸ آغاز کرد. نیروی هوایی امارات هم‌اکنون دارای ۵۳۸ فروند انواع هواگرد می‌باشد.

## تاریخچه
پیشینه شکل‌گیری نیروی هوایی امارات متحده عربی به ماه مه ۱۹۶۸ و تشکیل یک بال هوایی از نیروهای دفاعی ابوظبی، تحت نظارت بریتانیا بازمی‌گردد. وظیفه این یگان ارائه خدمات ترابری و پشتیبانی هوایی به نیرو‌های زمینی ابوظبی بود. در اوایل دهه ۱۹۷۰ امارت ابوظبی اقدام به سرمایه‌گذاری در این یگان نمود، که در پی آن منجر به تغییر نام بال هوایی به نیروی هوایی ابوظبی در سال ۱۹۷۲ شد. در سالهای نخست آموزش نیروهای این یگان توسط نیروی هوایی پاکستان انجام می‌شد. در طول جنگ ۱۹۷۳ اعراب و اسراییل (۶-۲۵ اکتبر ۱۹۷۳) نیروی هوایی ابوظبی به‌عنوان آمبولانس هوایی در اردن فعالیت نمود. امارت دبی یگان هوایی خود را از سال ۱۹۹۹ راه‌اندازی کرد، سپس این دو یگان با یکدیگر ادغام شدند و نیروی هوایی امارات متحده عربی را تأسیس کردند. امروزه اگرچه ادغام دو نیروی مستقل انحام شده است، اما میزان کمی از خودمختاری در سطح فرماندهی عملیاتی وجود دارد، به طوری که ستاد فرماندهی هوایی غرب در ابوظبی و فرماندهی هوایی مرکزی در دبی مستقر می‌باشد. از دهه ۱۹۸۰، ترکیبی از بی‌ثباتی منطقه‌ای و قیمت‌های بالای نفت منجر به نوسازی نیروی هوایی امارات متحده عربی، با هدف دستیابی به سطحی از توانایی، مطابق با بالاترین استاندارد‌های ناتو شد. در جنگ خلیج فارس در سال ۱۹۹۱، امارات با انجام حملات هوایی علیه نیرو‌های عراقی، به کشور‌های دیگر کمک کرد. در سال ۲۰۱۴ نیروی هوایی امارات متحده عربی به همراه نیروی هوایی مصر حملات هوایی را در لیبی علیه گروه‌های اسلام گرا در طرابلس انجام دادند. در سپتامبر ۲۰۱۴ هواپیما‌های نیروی هوایی امارات متحده عربی به حملات هوایی به رهبری ایالات متحده، علیه اهداف تروریستی در سوریه و عراق پیوست، که بعد‌ها به عنوان عملیات تصمیم ذاتی شناخته شد. این عملیات پس از دستگیری یک خلبان اردنی توسط شبه‌نظامیان دولت اسلامی، در اواخر دسامبر ۲۰۱۴ به حالت تعلیق درآمد. در انتظار بهبود در قابلیت‌های جستجو و نجات ایالات متحده در منطقه خاورمیانه، در سال ۲۰۱۵ نیروی هوایی امارات اقدام به بمباران هوایی بر اهداف داعش در سوریه نمود. یکی از خلبان‌های جنگنده که در این عملیات شرکت داشت؛ سرگرد مریم المنصوری، نخستین خلبان زن نیروی هوایی امارات بود. نیروی هوایی امارات همچنین در جنگ عربستان سعودی در یمن، با نیروهای عربستانی مشارکت می‌نماید.

#### پرسنل و آموزش
نیروی هوایی امارات متحده عربی از حدود ۴۰۰۰ پرسنل تشکیل شده است. در دهه‌های ۱۹۷۰ و ۸۰، UAEAF توسط خلبان‌های نیروی هوایی پاکستان آموزش ساخت داسو میراژ ۵  ، ستون فقرات UAEAF در آن زمان، دریافت کرد حتی امروزه، بسیاری از پرسنل افسران و تکنسین‌های سابق نیروی هوایی پاکستان هستند بیشتر مربیان پرواز در العین اهل پاکستان هستند و خلبانانی را با استفاده از جی-۱۱۵ توتور ، پیلاتوس پی‌سی-۷ ، آئرماچی ام بی-۳۳۹ آموزش می‌دهند. و هواپیمای بی‌ای‌ئی سیستمز هاوک  ۶۳. تعدادی از افسران اسکادران شماره ۱۲ (هاک ۱۰۲) در پایگاه هوایی المنهاد نیز از نیروی هوایی پاکستان هستند. برخی از این افسران در حال جانشینی (خدمات فعال) هستند، اما بیشتر آن‌ها در قرارداد‌های غیرنظامی با ستاد نیروی هوایی در ابوظبی هستند. افسران بسیاری از ملیت‌های دیگر نیز خلبانان امارات متحده عربی را آموزش داده‌اند، از جمله پاکستانی، مراکشی، کانادایی، اردنی و آفریقای جنوبی زنان آموزش خلبانی را آغاز کرده‌اند. اولین دسته شامل مهندسانی بود که برای آموزش پرواز تأیید شده بودند. تاکنون تنها سه زن خلبان واقعی جنگنده و یک زن خلبان ترابری شده‌اند. یک خلبان زن به دلیل پرت شدن از یک پرواز آموزشی با هاک ۶۳ زمین گیر شد. مربیان پایگاه هوایی الظفره اکنون عمدتاً اهل ایالات متحده هستند، زیرا UAEAF میراژ ۵‌ های خود را به نفع F-۱۶ بازنشسته کرده است. در حال حاضر پنج پایگاه اصلی هوایی عملیاتی هستند که بین فرماندهی هوایی غربی و مرکزی تقسیم شده است. فرماندهی عملیات ویژه پایگاه هوایی خود را دارد و طیف وسیعی از هلیکوپتر‌ها را اداره می‌کند داوطلبان برای کالج هوایی خلیفه بن زاید که در فرودگاه بین‌المللی العین در العین قرار دارد، درخواست دهند. آن‌ها ابتدا یک برنامه دقیق از دانشگاهیان (سطح پایه: علوم نظامی)، آمادگی جسمانی و آموزش افسری را پشت سر می‌گذارند. کسانی که به عنوان دانشجو انتخاب می‌شوند، مرحله دوم دانشگاهی را شروع می‌کنند: علوم پرواز (علوم هوانوردی). کادت‌هایی که دوره ارزیابی مرحله دوم را سپری می‌کنند، کادت هوانوردی تعیین می‌شوند و آموزش پرواز را آغاز می‌کنند. اولین هواپیمای کادت‌هایی که می‌توانند پرواز کنند Grob G۱۱۵ TA است. کسانی که واجد شرایط هستند، سپس با پیلاتوس PC-۷ پرواز می‌کنند. در این هواپیما، آن‌ها اصول اولیه فنون پرواز، برخاستن و فرود را یاد می‌گیرند و سپس کمی ایروباتیک را دنبال می‌کنند. پس از دوره اولیه پرواز، دوره اولیه پرواز، خلبانی Hawk ۶۳ است. فارغ التحصیلان بر اساس یکی از سه گزینه درجه‌بندی می‌شوند و به آن‌ها اختصاص داده می‌شود: دوره حمله پیشرفته در منهاد در هواپیمای هاوک ۱۰۲، هواپیمای حمل و نقل، و هلیکوپتر. در منهاد، خلبانان جدید مانور‌های اصلی جنگنده را یاد می‌گیرند، بمب‌ها را پرتاب می‌کنند و یاد می‌گیرند که در سراسر کشور به یک کشور همسایه، معمولاً بحرین یا کویت، پرواز کنند. پس از اتمام دوره حمله پیشرفته، افسران برای F-۱۶ (بلوک ۶۰) یا داسو میراژ ۲۰۰۰-۹، هر دو در پایگاه هوایی الظفره مسیرها  انتخاب می‌شوند. چند خلبان برای یادگیری پرواز با F-۱۶ با بال جنگنده ۱۶۲d نیروی هوایی ایالات متحده در توسان، آریزونا انتخاب می‌شوند.

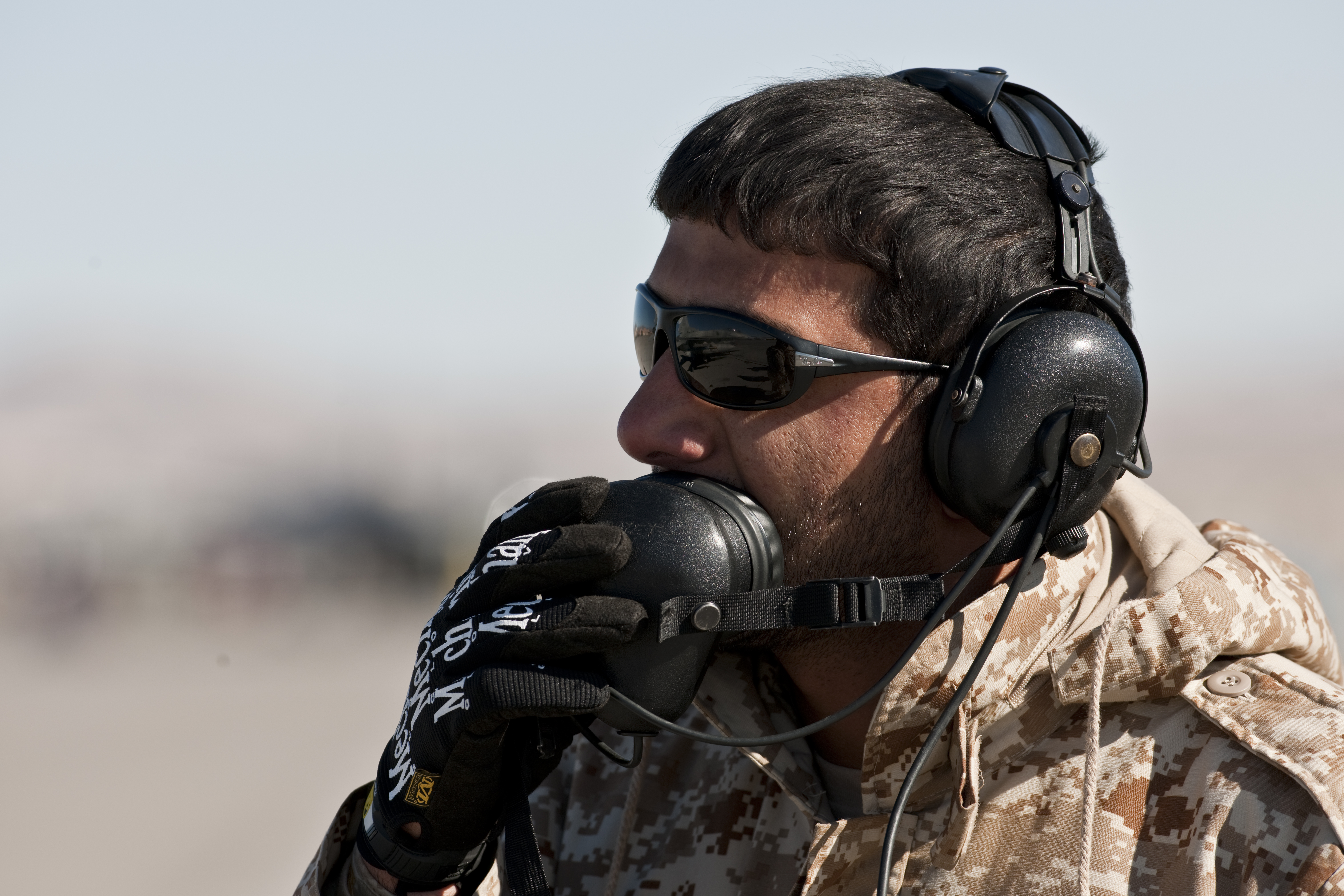
رئیس خدمه نیروی هوایی امارات متحده عربی در حال برقراری ارتباط در طول آزمایش موتور در پایگاه نیروی هوایی نلیس در هنگام پرچم قرمز 11–2 در 2 فوریه 2011.

پیوند=|بندانگشتی